# Baltic and International Maritime Council
Baltic and International Maritime Council, også kendt som BIMCO, er en dansk verdensomspændende NGO og søfartsorganisation stiftet i 1905, med mere end 2.050 medlemmer fordelt over 130 lande og har deres hovedsæde i Bagsværd.
BIMCO varetager skibsfartserhvervets interesser i International Maritime Organization og andre internationale fora.
Organisationen The Baltic and White Sea Conference blev grundlagt i 1905, da en gruppe skibsejere, blandt andre Johan Hansen  fra rederiet C.K. Hansen, var samlet i København. Formålet var at etablere et kartel, så skibsejerne omkring Østersøen kunne aftale fragtpriser.

## Ekstern henvisning
- Officiel hjemmeside
- BIMCO (The Baltic and International Maritime Council) i Det Centrale Virksomhedsregister (CVR)

55°45′53.6″N 12°28′06.1″Ø / 55.764889°N 12.468361°Ø